# One of the Lonely Ones
One of the Lonely Ones es un álbum póstumo del músico estadounidense Roy Orbison, publicado por la compañía discográfica Universal Records en diciembre de 2015. El álbum fue grabado durante el contrato de Orbison con MGM Records en 1969, tras la muerte de su mujer, Claudette, en un accidente de tráfico y tras el fallecimiento de sus hijos Roy y Tony en el incendio de una casa dos años después. Las cintas del álbum estaban consideradas perdidas hasta el lanzamiento de The MGM Years, una caja recopilatoria con los trabajos discográficos de Orbison publicada de forma paralela a One of the Lonely Ones, que fue encontrado por sus hijos Roy Jr. y Alex Orbison en los archivos de MGM.

## Lista de canciones
1. "You'll Never Walk Alone"
2. "Say No More"
3. "Leaving Makes the Rain Come Down"
4. "Sweet Memories"
5. "Laurie"
6. "One of the Lonely Ones"
7. "Child Woman, Woman Child"
8. "Give Up"
9. "The Defector"
10. "Little Girl (In the Big City)"
11. "After Tonight"
12. "I Will Always"